# Vertrag von Konstantinopel (1913)
Der Vertrag von Konstantinopel war ein Friedensvertrag zwischen dem Osmanischen Reich und Bulgarien und war einer der Verträge, die den Zweiten Balkankrieg beendeten. Er wurde am 29. September 1913 in Istanbul unterzeichnet.
Der Vertrag von Konstantinopel erhielt zusätzliche Bedeutung, da er der erste Friedensvertrag  seit über 100 Jahren war, durch den das Osmanische Reich Territorium zurückerhielt, das es zuvor im Krieg verloren hatte und außerdem der erste Vertrag, dessen Inhalt gegen den ausdrücklichen Willen der damaligen europäischen Großmächte zustande gekommen war.

## Vorgeschichte
Während des Zweiten Balkankriegs nutzte das Osmanische Reich die Gelegenheit und eroberte Adrianopel (Edirne) zurück. Nach dem Frieden von Bukarest mit Serbien, Griechenland und Rumänien wünschte Bulgarien auch direkte Verhandlungen mit dem Osmanischen Reich.
Die Verhandlungen begannen am 3. September 1913, der Vertrag wurde nach knapp vier Wochen unterschrieben. Die Westmächte drohten vergeblich mit Blockade und Warenboykott der Türkei, wenn es nicht bei der in London festgesetzten Ainos (Enez)-Midia-Grenzlinie bleibe.

## Ergebnisse
Die Türkei erhielt Ostthrakien mit Edirne, Dimetoka, Kırkkilise (heute: Kırklareli). Bulgarien erhielt Westthrakien, wodurch das Ende der kurz zuvor gegründeten Unabhängigen Regierung Westthrakien eingeleitet wurde.